# American Splendor (película)
American Splendor es una película estadounidense de 2003 dirigida por Shari Springer Bermanen y Robert Pulcini.

## Argumento
Durante el Halloween de 1950, Harvey Pekar se niega a disfrazarse de superhéroe mientras pide dulces. La escena siguiente ve a Harvey caminando por las arenosas calles de Cleveland. Luego aparece el verdadero Harvey Pekar en un escenario de estilo documental.
En 1975, Harvey, con la voz ronca, visita a un médico especialista en garganta y muestra hipocondría. La esposa de Harvey decide que su estilo de vida "plebeyo" ya no le funciona; Sin poder hablar, Harvey no puede convencerla de que no lo deje. Unos meses más tarde, Harvey, deprimido, trabaja como archivista del Departamento de Asuntos de Veteranos (VA) de EE. UU. en un hospital de VA. El señor Boats viene a ofrecerle un consejo: las palabras de un poema de Elinor Wylie.
En una escena documental, el verdadero Harvey Pekar habla de sus años como coleccionista y vendedor de discos usados a tiempo parcial. La narración se remonta a 1962. Mientras busca discos antiguos en una venta de garaje, Harvey conoce al tímido ilustrador de tarjetas de felicitación, Robert Crumb. Una amistad se forma a partir de un amor compartido por el jazz y los cómics.
Volviendo a 1975, un Crumb ahora popular está de regreso en Cleveland para una visita. Su matrimonio terminó y Harvey se siente solo y frustrado; Quiere dejar una huella en el mundo. Luego, un momento aleccionador en la sección de archivos de "fallecidos" del hospital VA lleva a Harvey a intentar dibujar sus propias historias, pero su falta de talento para dibujar lo detiene. Un incidente en el supermercado lo resucita, mientras su animado subconsciente lo incita: "¿Vas a quedarte ahí en silencio o vas a dejar una huella?". Inspirado, Harvey se queda despierto toda la noche escribiendo. En una cena con Crumb, Harvey propone un nuevo tipo de cómics. Le muestra a Bob los guiones en los que ha estado trabajando y Crumb se ofrece a ilustrárselos. Un montaje de momentos cotidianos clásicos de Pekar culmina con Harvey mostrando con orgullo American Splendor #1 a sus compañeros de trabajo de VA. La narrativa avanza hasta 1984. Harvey ha publicado ocho números de American Splendor con gran éxito de crítica pero pocos beneficios económicos; sigue siendo un "archivador lacayo". Harvey se encuentra con Alice Quinn, una mujer que conoció brevemente en la universidad. Se ponen al día sobre la vida del otro y hablan sobre la novela Jennie Gerhardt de Theodore Dreiser. Harvey deja su encuentro sintiéndose más solo que nunca. Mientras tanto, en Delaware, Joyce está frustrada con su socio en la tienda de cómics, quien vendió su copia de American Splendor #8 por debajo de ella. Ella le escribe a Harvey, él responde y descubren que son espíritus afines. Joyce viaja a Cleveland para conocer a Harvey en persona. La cita comienza con un apretón de manos y una cena en un restaurante familiar local. De regreso al apartamento de Harvey, Joyce sufre un ataque de náuseas y vómitos. Harvey, preocupado, le ofrece té de manzanilla. Encantada, Joyce sugiere que "se salten todo el asunto del noviazgo" y se casen.
Una semana después, Harvey ve a su colega de VA, Toby Radloff, sentado en su auto comiendo sándwiches White Castle. Toby está de camino a Toledo para ver la nueva película La venganza de los nerds. Mientras tanto, Harvey se dirige a Delaware para casarse con Joyce y ayudarla a mudarse a Cleveland.
Sentada junto al verdadero Harvey, la verdadera Joyce Brabner habla sobre cómo fue convertirse en un personaje de las historias de Harvey.
Ahora casados, Harvey y Joyce van a una proyección de La venganza de los nerds con Toby. Joyce y Toby encontraron la película inspiradora y Harvey la encontró insípida. De vuelta en su apartamento, Joyce lucha por sentirse como en casa entre todas las cosas de Harvey. Su disputa se ve interrumpida por un mensaje de un productor de teatro que quiere convertir American Splendor en una obra de teatro. Harvey y Joyce viajan a Los Ángeles para ver American Splendor: The Play. Las cosas finalmente están cambiando para Harvey. Pero su ascenso se ve complicado por las luchas emocionales de Joyce. Ella quiere una familia. Sus deseos vuelven a quedar a un lado cuando un productor llama para ofrecerle a Harvey la oportunidad de ser invitada en Late Night with David Letterman.
Casi a su pesar, Harvey es un éxito en el programa y regresa para múltiples apariciones. Mientras tanto, Toby se convierte en una estrella de MTV. De vuelta en Cleveland, un tió reconoce a Harvey del programa de Letterman, pero no por las razones "correctas". Harvey está enojado e insatisfecho. Mientras tanto, Joyce busca su propia realización, como creadora y activista. En contra de los deseos de Harvey, ella va a una conferencia de paz, dejándolo suelto. Una noche solitaria, Harvey descubre un misterioso bulto en su ingle.
Joyce todavía está ausente en su misión, y Harvey, asustado y amargado, hace otra aparición en el programa de Letterman. Se pone una camiseta que dice "On Strike Against NBC" y el espectáculo va cuesta abajo a partir de ahí, terminando en un caos. Joyce finalmente regresa, pero descubre el bulto de Harvey. A Harvey le diagnostican linfoma. Joyce sugiere que haga un cómic de todo el asunto, pero Harvey solo quiere morir. Sin inmutarse, Joyce recluta a Fred, un artista, para ilustrar la experiencia. Fred lleva a su hija Danielle a su primera sesión de lluvia de ideas y Joyce queda enamorada de la chica. Harvey acepta a regañadientes participar en el cómic y le pide a Fred que siga trayendo a Danielle.
El tratamiento de Harvey es traumático y tumultuoso. Una noche, Harvey, desconcertado, se pregunta si es real o si es sólo un personaje de un cómic, y si la historia terminará o continuará si él muere. En una toma continua, Harvey deambula por un paisaje onírico, reflexionando sobre otras personas que encuentra en la guía telefónica de Cleveland y que también se llaman Harvey Pekar.
Un año después, Harvey y Joyce firman el documento Nuestro año contra el cáncer. Harvey es declarado libre de cáncer. Adoptan a Danielle y Harvey se adapta a ser padre. El verdadero Harvey se retira del hospital de veteranos; El personal del hospital celebra una fiesta de jubilación, durante la cual Joyce, Danielle y Harvey se abrazan.

## Comentario
American Splendor es la primera película de ficción dirigida por Shari Springer y Robert Pulcini, una joven pareja cinematográfica que hasta ahora se había especializado en el documental. El muy talentoso y activo Paul Giamatti (Entre copas) encarna a Harvey en una película sobre la vida cotidiana, la clase media y los pequeños instantes. El filme tiene tres partes: una ficcionada que está protagonizada por Giamatti y con Hope Davis (A propósito de Schmidt) como su mujer; la segunda con un Harvey dibujado mediante animación tradicional, y en la tercera veremos al verdadero Harvey Pekar en videos de archivo y actuales.

## Premios
Premios Óscar
| Año  | Categoría            | Persona                              | Resultado |
| ---- | -------------------- | ------------------------------------ | --------- |
| 2003 | Mejor Guion Adaptado | Robert Pulcini Shari Springer Berman | Nominados |

50.ª edición de los Premios Sant Jordi
| Año  | Categoría                          | Persona       | Resultado |
| ---- | ---------------------------------- | ------------- | --------- |
| 2003 | Mejor actor en película extranjera | Paul Giamatti | Ganador   |